# Apple Watch

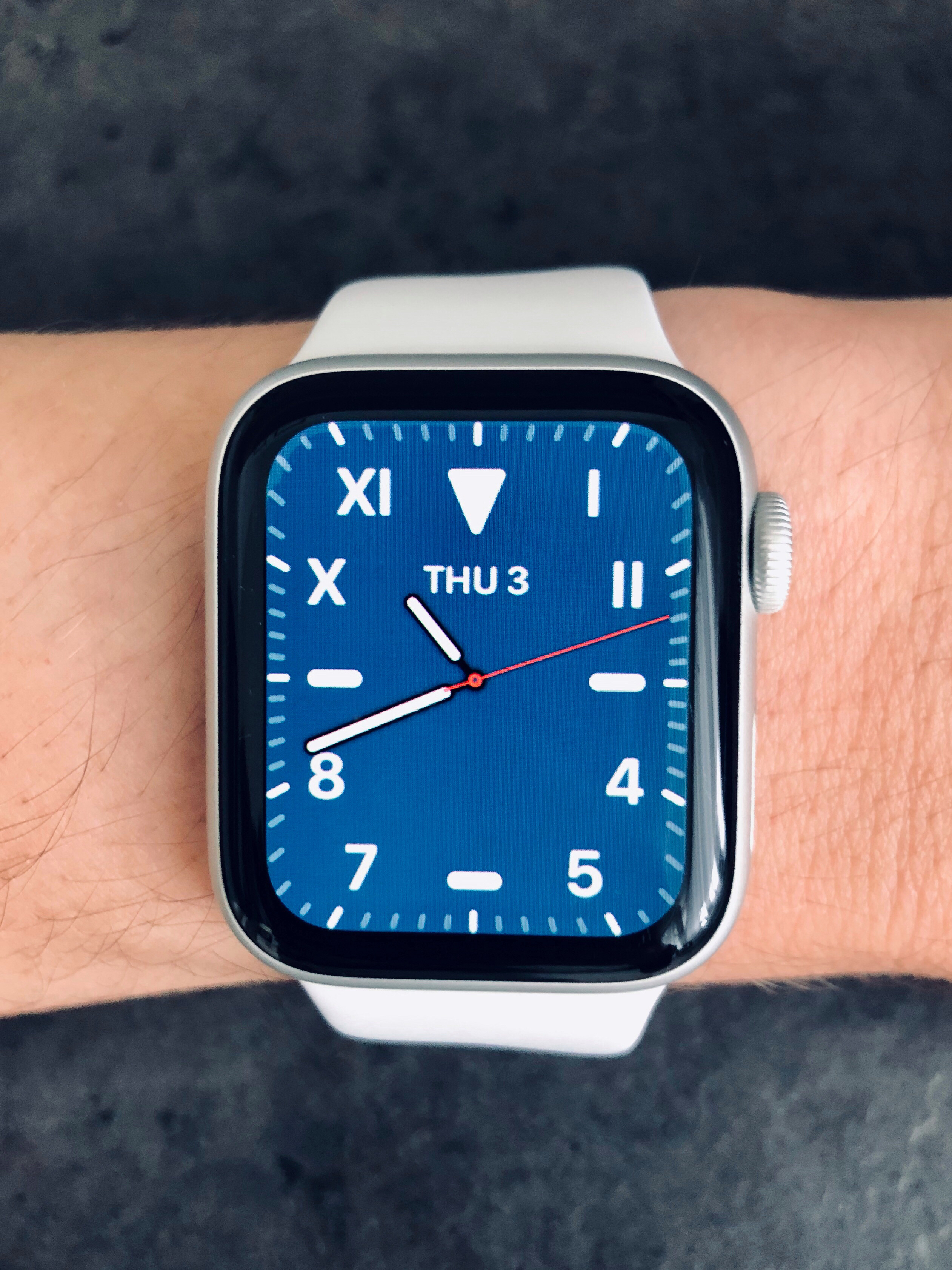
Apple Watch Series 4

Apple Watch – smartwatch stworzony przez Apple i wypuszczony do sprzedaży 24 kwietnia 2015 roku. Polska premiera urządzenia odbyła się 9 października 2015 roku. Posiada własny system operacyjny WatchOS, który bazuje na systemie iOS stosowanym w iPhone, iPod oraz iPad. Pozwala, między innymi, na wyświetlanie komunikatów z telefonu, odbieranie przychodzących rozmów, kontrolowanie muzyki czy aparatu. W App Store można znaleźć aplikacje do pobrania na Apple Watch, które rozszerzają jego funkcjonalność. Jest kompatybilny z urządzeniami iPhone od modelu iPhone 5 z oprogramowaniem powyżej wersji iOS 8, z którymi łączy się za pomocą Wi-Fi lub Bluetooth.
Do 2016 roku Apple Watch dostępny był w trzech wersjach: Apple Watch Sport – wykonany z aluminium, Apple Watch – wykonany ze stali oraz Apple Watch Edition – wykonany ze złota (żółtego lub różowego). Każda z tych wersji dostępna jest z ekranem o przekątnej 38 mm lub 42 mm oraz z jednym z 6 modeli pasków. W chwili rozpoczęcia sprzedaży w Polsce, w zależności od konfiguracji, cena zegarka wynosiła od 1699 zł do 80 000 zł.
W 2016 roku sprzedawane wersje zegarka zmieniły się. Pozbyto się nazwy Sport z aluminiowego modelu, a złota obudowa wersji Edition została zastąpiona ceramiczną. Zegarek od teraz dzielono na dwie wersje sprzętowe: Series 1 (różniącą się od wcześniejszej wersji szybszym, dwurdzeniowym procesorem) oraz Series 2 (różniącą się od Series 1 wodoodpornością do 50 m, jaśniejszym wyświetlaczem i modułem GPS)
12 października 2017 roku na konferencji Apple Special Events zaprezentowana została nowa generacja zegarków Apple. Podobnie jak w poprzednim roku pojawiły się dwa nowe modele: Apple Watch Series 3 GPS oraz Apple Watch Series 3 GPS+LTE. Model Series 3 GPS charakteryzuje się w porównaniu do Series 2 – szybszym procesorem oraz wsparciem łączności satelitarnej GLONASS, która uzupełnia system GPS. Model Series 3 GPS + LTE dodatkowo został wyposażony w modem 3G/LTE dzięki któremu zegarek w pewnych sytuacjach może działać niezależnie od telefonu. Wbudowana karta eSIM pozwala zegarkowi łączyć się z internetem oraz siecią GSM. Dodatkowo model ten wyposażony został w dwukrotnie większą pamięć, tzn. 16GB.
Podobnie jak poprzednie modele, Apple Watch Series 3 sprzedawany jest w dwóch rozmiarach koperty – 38mm i 42mm. Do wyboru mamy koperty z aluminium, stali oraz ceramiczne w różnych kolorach.
System watchOS, na którym pracuje zegarek, dostał sześć aktualizacji: watchOS 2 (w 2015 roku), watchOS 3 (w 2016 roku), watchOS 4 (w 2017 roku), watchOS 5 (w 2018 roku), watchOS 6 (w 2019 roku), watchOS 7 (w 2020 roku) oraz watchOS 8 (w 2021 roku).
W 2018 roku został zaprezentowany model Series 4, który dodał m.in. nowe rozmiary i funkcję elektrokardiogramu. Dodana także została opcja wykrywania upadku, lepszy procesor S4 oraz ulepszone pokrętło Digital Crown. Głośnik w Series 4 jest do 2x głośniejszy niż w modelu Series 3.
W 2019 roku został zaprezentowany model Series 5, który dodał m.in. niegasnący wyświetlacz (Always-on) OLED LTPO Retina, 32 GB pamięci, oraz kompas.
W 2022 roku Apple zaprezentował model Series 8, który posiada 32 GB pamięci, ma możliwość ładowania indukcyjnego i posiada dotykowy ekran, rozdzielczość 396 x 484 pikseli. Koperta z aluminium jest dostępna w dwóch rozmiarach: 41 mm i 45 mm.
|                   | Apple Watch (1. generacji) | Apple Watch Series 1 | Apple Watch Series 2 | Apple Watch Series 3 | Apple Watch Series 4 | Apple Watch Series 5 |
| ----------------- | --- | --- | --- | --- | --- | --- |
| Rozmiar           | 38 mm lub 42 mm | 38 mm lub 42mm | 38 mm lub 42 mm | 38 mm lub 42 mm | 40 mm lub 44 mm | 40 mm lub 44 mm |
| Procesor (SoC)    | Apple S1 | Apple S1P | Apple S2 | Apple S3 | Apple S4 | Apple S5 |
| Wyświetlacz       | Wyświetlacz OLED Retina z Force Touch (450 nitów) | Wyświetlacz OLED Retina z Force Touch (450 nitów) | 2. generacji OLED Retina z Force Touch (1000 nitów) | 2. generacji OLED Retina z Force Touch (1000 nitów) | Wyświetlacz OLED LTPO Retina z Force Touch (1000 nitów) | Niegasnący wyświetlacz OLED LTPO Retina z Force Touch (1000 nitów) |
| Rodzaj szkła      | W zależności od koperty: - Szkło szafirowe (koperty ze stali nierdzewnej lub złota) - Szkło Ion-X (koperty sport) | W zależności od koperty: - Szkło Ion-X | W zależności od koperty: - Szkło szafirowe (koperty ze stali nierdzewnej lub ceramiki) - Szkło Ion-X (koperty z aluminium)                                                                        | W zależności od koperty: - Szkło Ion-X (koperty z aluminium) | W zależności od koperty: - Szkło Ion-X (koperty z aluminium) - Szkło szafirowe (koperty ze stali nierdzewnej) | W zależności od koperty: - Szkło Ion-X (koperty z aluminium) - Szkło szafirowe (koperty ze stali nierdzewnej) |
| Koperta           | 3 rodzaje - Aluminium - Stal nierdzewna - 18-karatowe złoto | Aluminium | 3 rodzaje - Aluminium - Stal nierdzewna - Ceramika | Aluminium | 2 rodzaje - Aluminium - Stal nierdzewna | 2 rodzaje (Polska): - Aluminium - Stal nierdzewna |
| Wydajność baterii | Do 18 godzin | Do 18 godzin | Do 18 godzin | Do 18 godzin | Do 18 godzin | Do 18 godzin |
| Funkcje           | - Czujnik tętna, przyspieszeniomierz i żyroskop - Czujnik oświetlenia zewnętrznego - Głośnik i mikrofon - Wi-Fi (802.11b/g/n 2,4 GHz) - Bluetooth 4.0 - Wodoodporność - Pojemność 8 GB - Ceramiczny spód koperty (koperty ze stali nierdzewnej lub złota) | - Odporność na zachlapania - Czujnik tętna - Przyspieszeniomierz - Żyroskop - Czujnik oświetlenia zewnętrznego - Pojemność 8 GB - Kompozytowy spód koperty | - Wbudowany GPS i GLONASS - Wodoodporny do głębokości 50 metrów - Wi-Fi (802.11b/g/n 2,4 GHz) - Bluetooth 4.0 - Czujnik tętna - Przyspieszeniomierz - Żyroskop - Czujnik oświetlenia zewnętrznego | - Wbudowany GPS i GLONASS - Wysokościomierz barometryczny - Wodoodporność do głębokości 50 metrów - Czujnik tętna - Przyspieszeniomierz - Żyroskop - Czujnik oświetlenia zewnętrznego - Pojemność 8 GB - Kompozytowy spód koperty | - GPS, GLONASS, Galileo i QZSS - Wysokościomierz barometryczny - Wodoodporność do głębokości 50 metrów - Czujnik pracy serca wykorzystujący impulsy elektryczne - Optyczny czujnik tętna - Ulepszony przyspieszeniomierz do 32 g - Ulepszony żyroskop - Czujnik oświetlenia zewnętrznego - Pojemność 16 GB - Tylna płytka w całości wykonana z ceramiki i szkła szafirowego - Bluetooth 5.0 | - GPS, GLONASS, Galileo i QZSS - Wysokościomierz barometryczny - Wodoodporność do głębokości 50 metrów - Czujnik pracy serca wykorzystujący impulsy elektryczne - Optyczny czujnik tętna - Ulepszony przyspieszeniomierz do 32 g - Ulepszony żyroskop - Czujnik oświetlenia zewnętrznego - Pojemność 32 GB - Tylna płytka w całości wykonana z ceramiki i szkła szafirowego - Bluetooth 5.0 - Kompas |
| Wersja systemu    | watchOS 1 do 4 | watchOS 3 do 6 | watchOS 3 do 6 | watchOS 4 do 7 | watchOS 5 do 7 | watchOS 6 do 7 |